# Houstonia rubra
Houstonia rubra är en måreväxtart som beskrevs av Antonio José Cavanilles. Houstonia rubra ingår i släktet Houstonia och familjen måreväxter. Inga underarter finns listade i Catalogue of Life.